# Afiq Yunos
Mohammad Afiq bin Yunos (* 10. Dezember 1990 in Singapur) ist ein ehemaliger singapurischer Fußballspieler.

## Karriere

### Verein
Afiq Yunos spielte von 2008 bis 2013 bei den Young Lions. Für den Verein absolvierte er 106 Spiele in der ersten Liga, der S. League. 2014 wechselte er zu Singapore LionsXII. Der Verein aus Singapur spielte in der ersten Liga von Malaysia, der Malaysia Super League. Mit dem Verein gewann er 2015 den Malaysia FA Cup. 2016 kehrte er nach Singapur zurück, wo er sich zu den ebenfalls in der ersten Liga spielenden Tampines Rovers anschloss. 2016 stand er mit dem Verein im Finale des Singapore Cup, dass man jedoch mit 0:2 gegen Albirex Niigata (Singapur) verlor. Im gleichen Jahr wurde er mit dem Verein Vizemeister der S. League. 2017 wurde er die komplette Saison an den Erstligisten Home United ausgeliehen. Von Juni 2018 bis Dezember 2018 ging er auf Leihbasis zum Erstligisten Geylang International. Nach Ende des Vertrags bei den Tampines Rovers wechselte er zu Hougang United, einem Verein der ersten Liga. 2020 verließ er Singapur Richtung Thailand. Hier spielte er auf Leihbasis beim Trat FC. Der Club aus Trat spielt in der ersten Liga, der Thai League. Nach zwei Monaten und einem Erstligaspiel kehrte er im April 2020 zu Hougang United zurück. Nach 20 Erstligaspielen für Hougang wechselte er am 8. Juni 2021 zu seinem ehemaligen Verein Geylang International. Hier stand er bis Jahresende unter Vertrag. Für den Klub absolvierte er sechs Erstligaspiele. Am 1. Januar 2022 beendete er seine Karriere als Fußballspieler.

### Nationalmannschaft
Afiq Yunos spielte seit 2010 dreimal in der Nationalmannschaft von Singapur. Sein Länderspieldebüt gab er mit 19 Jahren in einem Freundschaftsspiel am 23. Januar 2010 gegen Polen im 80th Birthday Stadium in Nakhon Ratchasima.

## Erfolge
Singapore LionsXII
- Malaysischer FA-Cup-Sieger: 2015

Tampines Rovers
- Singapore Cup-Finalist: 2016

- Singapurischer Vizemeister: 2016